# Célula T naive

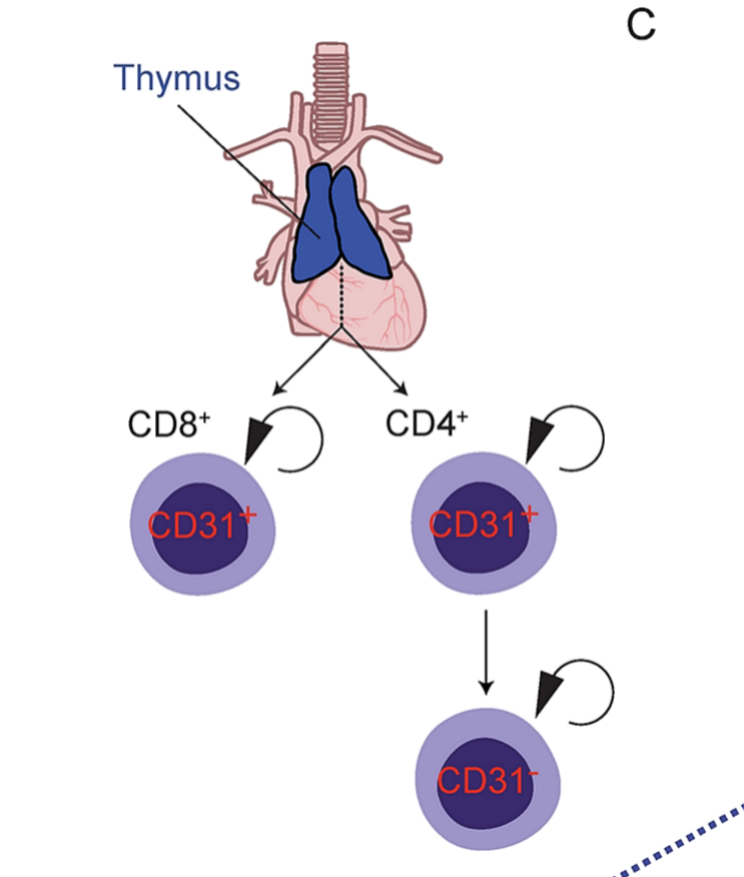
Células T naive CD4 y CD-8.

Un célula T naive, (Th0),  T naive, linfocito T inexperto o linfocito T virgen es una célula T que se ha diferenciado en la médula ósea y luego  ha experimentado con éxito los procesos positivos y negativos de selección central en el timo. Entre estas se encuentran las formas inexpertas de células T auxiliares (CD4+) y de células T citotóxicas (CD8+). Una célula T naive se considera madura y, a diferencia de las células T activadas o de memoria, no ha encontrado su antígeno afín en la periferia.
Las células T naïve, tienen la capacidad de responder a nuevos antígenos. El número de células T naive y su diversidad (clones), representan el potencial del sistema de inmunidad adquirida para detectar y responder a patógenos nuevos y a proteínas mutantes de células malignas.

## Características
En los seres humanos, el conjunto de las células T naive se establece en la primera década de la vida, con la salida masiva del timo de miles de millones de células T naive recién producidas.

## Fenotipo
Las células T naive (vírgenes) se caracterizan comúnmente por la expresión superficial de L-selectina (CD62L) y el receptor de quimiocina CC tipo 7 (CCR7); la ausencia de los marcadores de activación CD25, CD44 o CD69; y la ausencia de memoria CD45RO isoforma. También expresan receptores funcionales de IL-7, que consisten en subunidades IL-7 receptor-a, CD127, y la cadena γ común, CD132. En el estado inmaduro, se cree que las células T requieren las citocinas de cadena gamma común IL-7 e IL-15 para los mecanismos de supervivencia homeostáticos. 
Si bien las células T naive (vírgenes) se consideran regularmente como una población de células sincronizadas en el desarrollo y bastante homogéneas y quiescentes, que solo difieren en la especificidad del receptor de células T, hay una creciente evidencia de que las células T inmaduras son realmente heterogéneas en fenotipo, función, dinámica y diferenciación estado, lo que resulta en un espectro completo de células naive con diferentes propiedades. Por ejemplo, algunas  células T no inmaduras  expresan marcadores de superficie similares a las células T naive (Tscm, células T de memoria de células madre; Tmp, células T de memoria con un fenotipo virgen), algunas células T naive (vírgenes) de antígeno tienen perdieron su fenotipo inmaduro, y algunas células T se incorporan dentro del fenotipo ingenuo de células T, pero son un subconjunto diferente de células T (Treg, células T reguladoras; RTE, emigrante tímico reciente). Es importante apreciar estas diferencias al evaluar las células T naive.
La mayoría de las células T naive (vírgenes) humanas se producen muy temprano en la vida cuando el timo del bebé es grande y funcional. La disminución en la producción de células T naive debido a la involución del timo con la edad se compensa con la llamada "proliferación periférica" o "proliferación homeostática" de células T naive que han emigrado del timo más temprano en la vida. La proliferación homeostática provoca un cambio en la expresión de genes de células T vírgenes y es decir, se manifiesta por la adquisición de la expresión de la proteína de superficie CD25.

## Función
Las células T vírgenes pueden responder a nuevos patógenos que el sistema inmunitario aún no ha encontrado. El reconocimiento por parte de un clon virgen de células T de su antígeno afín, da como resultado el inicio de una respuesta inmune. A su vez, esto da como resultado que la célula T adquiera un fenotipo activado, que es visible por la regulación positiva de los marcadores de superficie CD25+, CD44+, CD62Lbajo, CD69+ y puede diferenciarse aún más en células T de memoria. 
Tener un número adecuado de células T naive es esencial, para que el sistema inmunitario responda continuamente a patógenos desconocidos.

## Mecanismo de activación
Cuando un antígeno reconocido se une al receptor de antígeno de linfocitos T (TCR) ubicado en la membrana celular de las células Th0 o vírgenes, estas células se activan a través de la siguiente cascada de transducción de señales
Vía "clásica"
1. La tirosina quinasa Lck, que está asociada con los co-receptores CD4 y CD8:[9] se dedica a fosforilar el complejo coreceptor CD3 y las cadenas ζ del TCR y reclutar y activar la proteína Zap70 asociada a la cadena ζ
2. Zap70 activado a su vez fosforila el adaptador de membrana Lat, que posteriormente recluta varias proteínas que contienen el dominio de homología Src, incluida la fosfolipasa C-γ1 (PLC-γ1)
3. La activación de PLC-γ1 produce la hidrólisis del fosfatidilinositol 4,5-bisfosfato a inositol 3,4,5-trifosfato y diacilglicerol
4. El inositol 3,4,5-trifosfato desencadena la liberación de Ca2+ de las reservas intracelulares y el diacilglicerol activa la proteína quinasa C y RasGRP
5. RasGRP a su vez activa la cascada de proteína quinasa activada por mitógeno

Vía "no clásica"
Implica que Zap70 activado fosforila directamente la p38 MAPK que a su vez induce la expresión del receptor de vitamina D (VDR). Además, la expresión de PLC-γ1 depende de VDR activado por calcitriol. Las células T inmaduras tienen una expresión muy baja de VDR y PLC-γ1. Sin embargo, la señalización de TCR activada a través de p38 aumenta la expresión de VDR y el VDR activado con calcitriol a su vez aumenta la expresión de PLC-γ1. Por lo tanto, la activación de las células T inmaduras depende crucialmente de niveles adecuados de calcitriol.  
La activación de los linfocitos T primero requiere activación a través de la ruta no clásica, para aumentar la expresión de VDR y PLC-γ1 antes de que pueda continuar la activación a través de la ruta clásica. Esto proporciona un mecanismo de respuesta retardada en el que la respuesta inmunitaria innata tiene tiempo (~48 h) para eliminar una infección antes de que la respuesta inmunitaria adaptativa mediada por células T inflamatorias entre en acción.

## Recambio de células T naive
Las células T vírgenes se mantienen dinámicamente durante toda la vida mediante la combinación de: la producción de nuevas células por el timo, la renovación proliferativa de las células existentes y la pérdida por muerte o diferenciación.